# Juan Carazo
Juan Carazo (* 10. Oktober 1964 in Ponce) ist ein ehemaliger Boxer aus Puerto Rico. Carazo bestritt im Laufe seiner Profi-Karriere 34 Kämpfe, wobei er 25 gewann (davon 19 durch K. o.) und 9 verlor.

## Leben
Seine ersten professionellen Kämpfe im Jahr 1984 gewann Carazo alle durch K. o. Im Jahr 1989 trat er in Inglewood in einem Titelkampf gegen Gilberto Roman an, den amtierenden WBC-Junioren-Weltmeister im Bantamgewicht. Nachdem Carazo in Runde 4 zu Boden musste, schickte er wenige Sekunden später Roman auf die Bretter. Eine Sekunde vor dem K. o. und dem Gewinn der Weltmeisterschaft durch Carazo konnte Roman den Kampf wieder aufnehmen und gewann letztendlich nach 12 Runden.